# Michaił Chłomow
Michaił Dmitrijewicz Chłomow (ros. Михаи́л Дми́триевич Хло́мов, ur. 17 sierpnia 1905, zm. 8 listopada 1945 w Moskwie) – radziecki polityk.

## Życiorys
Początkowo kurier i agent, później pracownik fabryki, od sierpnia 1931 do lutego 1932 zastępca dyrektora, a 1932-1933 i 1933-1935 dyrektor fabryki. Od września 1927 był członkiem WKP(b), 1935-1938 studiował w Akademii Przemysłowej w Moskwie, od lutego do lipca 1938 kierował działem Rady Ekonomicznej ZSRR. Od lipca do grudnia 1938 zastępca sekretarza, a od grudnia 1938 do czerwca 1939 sekretarz Rady Ekonomicznej ZSRR, od czerwca 1939 do listopada 1940 zarządzający sprawami Rady Komisarzy Ludowych ZSRR, od listopada 1940 do kwietnia 1944 zastępca zarządzającego sprawami Rady Komisarzy Ludowych ZSRR - szef Zarządu Gospodarczego Rady Komisarzy Ludowych ZSRR. Od kwietnia do sierpnia 1944 szef Gławchimmasza Ludowego Komisariatu Uzbrojenia Miotaczy Min ZSRR, później szef Głównego Zarządu Budowy Maszyn rolniczych tego komisariatu. Odznaczony dwoma Orderami Czerwonego Sztandaru Pracy i Orderem Wojny Ojczyźnianej II klasy. Pochowany na Cmentarzu Nowodziewiczym.